# Rödmaskad ibis
Rödmaskad ibis (Phimosus infuscatus) är en sydamerikansk fågel i familjen ibisar. Den förekommer i savann från östra Colombia till nordöstra Argentina. IUCN kategoriserar den som livskraftig.

## Utseende
Rödmaskad ibis är en mörkt bronsfärgad ibis med lång, slank, nedåtböjd och rosenskär näbb, skära ben och ett stort område röd bar hud i ansiktet. Enda förväxlingsrisk är spetsstjärtad ibis, men denna är betydligt större (kroppslängd 76–86 cm mot rödmaskade ibisens 46–54 cm) och har längre stjärt. Dess flykt är rak och direkt.

## Utbredning och systematik
Rödmaskad ibis placeras som enda art i släktet Phimosus. Den delas in i tre underarter med följande utbredning:
- Phimosus infuscatus berlepschi – östra Colombia till Guyanaregionen, Surinam och angränsande nordvästra Brasilien
- Phimosus infuscatus nudifrons – Brasilien söder om Amazonas
- Phimosus infuscatus infuscatus – östra Bolivia till Paraguay, nordöstra Argentina och Uruguay

## Levnadssätt
Rödmaskad ibis hittas i savann utmed sjöar, dammar, floder och andra vattendrag. Födan verkar huvudsakligen bestå av insekter, men även groddjur, daggmaskar, kräftdjur och sniglar. Den häckar i träd, i övrigt finns i princip ingen information.

## Status och hot
Arten har ett stort utbredningsområde och en stor population med stabil utveckling. Utifrån dessa kriterier kategoriserar IUCN arten som livskraftig (LC).